# Надеждинська сільська рада (Іглінський район)
Наде́ждинська сільська рада (рос. Надеждинский сельский совет) — муніципальне утворення у складі Іглінського району Башкортостану, Росія. Адміністративний центр — село П'ятилітка.

## Населення
Населення — 517 осіб (2019, 598 в 2010, 623 в 2002).

## Склад
До складу поселення входять такі населені пункти:
| Населений пункт             | Населення, осіб (2002) | Населення, осіб (2010) |
| --------------------------- | ---------------------- | ---------------------- |
| Булан-Турган, присілок      | 57                     | 60                     |
| Новий, присілок             | 32                     | 31                     |
| Октябрський, присілок       | 88                     | 100                    |
| П'ятилітка, село            | 232                    | 210                    |
| Соціалістічеський, присілок | 38                     | 46                     |
| Стара Кудеєвка, присілок    | 35                     | 34                     |
| Тікеєво, присілок           | 141                    | 117                    |